# Ольшанский, Михаил Михайлович
Михаил Михайлович Ольшанский (1895—1937) — советский военный  деятель, заместитель начальника Автобронетанкового управления РККА, комдив (1935).

## Биография
Родился в ноябре 1895 года в деревне Чагаровка Каменецкого уезда Каменец-Подольской губернии в крестьянской семье.
В 1914 году окончил гимназию в городе Гайсине и поступил на юридический факультет Киевского университета, который не закончил.
С началом Первой мировой войны служил в войсках, занимал должности младшего офицера роты, затем командира роты в 75-м Севастопольском пехотном полку Юго-Западного фронта. В августе 1917 года за отказ поддерживать выступление генерала Корнилова подвергся аресту. В ноябре 1917 года был избран председателем полкового и дивизионного комитетов 19-й пехотной дивизии. Последний чин в старой армии — капитан.

### Гражданская война
В Красной Армии с апреля 1918 года. Участник Гражданской войны, с мая 1918 года занимал должность заведующего отделом формирования помощника военного руководителя Козловского уездного военного комиссариата обучения. В ноябре 1918 года зачислен слушателем младшего курса Академии Генерального штаба. член ВКП(б) с 1919 года.
С апреля по июнь 1919 года занимал должность начальника штаба 3-й бригады 35-й стрелковой дивизии, затем начальником Шипово-Деркульской группы войск 4-й армии. В июле 1919 года назначен начальником штаба 50-й стрелковой дивизии. С июля по август 1920 начальник штаба 57-й стрелковой дивизии, а с августа того же года — начальник 57-й стрелковой дивизии. .

### Советский период
Окончив в 1921 году Военную академию РККА, был переведен на Дальний Восток, где был назначен командующим войсками Приамурской группы войск Народно-революционной армии Дальневосточной республики. С ноября 1923 года первый помощник начальника штаба Северо-Кавказского военного округа. В апреле 1924 года назначен первым помощником начальника штаба Московского военного округа. С июля 1926 по январь 1928 — начальник штаба Приволжского военного округа. В 1928 году окончил КУВНАС при военной академии имени М. В. Фрунзе. С апреля 1928 по июль 1930 года — начальник Центрального управления военных сообщений РККА. С апреля 1931 года — командир 19-го стрелкового корпуса. В июне 1932 года был назначен заместителем начальника Военной академии и моторизации РККА по строевой части. С января 1934 года — начальник 1-го управления Управления механизации и моторизации (УММ) РККА. В мае 1936 года назначен заместителем начальника Автобронетанкового управления РККА.

## Закат карьеры и гибель
Арестован 15 апреля 1937 г. 20 сентября 1937 г. Военной коллегией Верховного суда СССР был приговорен к расстрелу по обвинению в участии в военном заговоре. Приговор приведен в исполнение в тот же день. Реабилитирован Военной коллегией Верховного суда СССР 22 февраля 1956 года.

## Награды
- Орден Красного Знамени (1920)
- Орден Красной Звезды (1936)